# Dysphania botrys
Dysphania botrys (лобода запашна як Chenopodium botrys) — вид рослин з родини амарантових (Amaranthaceae), поширений у південній частині Європи, західній Азії й на схід до Монголії та Непалу.

## Опис
Однорічна рослина 10–60 см заввишки. Листки в суцвітті схожі з стебловими, цілокраї. Листочки оцвітини не кілеваті, загострені, густо вкриті залозистими волосками. Оплодень легко опадає, строкатий.

## Поширення
Поширений у південній частині Європи, західній Азії й на схід до Монголії та Непалу; натуралізований у Єгипті й Литві.
В Україні вид зростає в піщаних, кам'янистих і сміттєвих місцях, уздовж доріг — у більшій частині, крім півдня Степу; інсектицидна, ефіроолійна рослина.

## Галерея

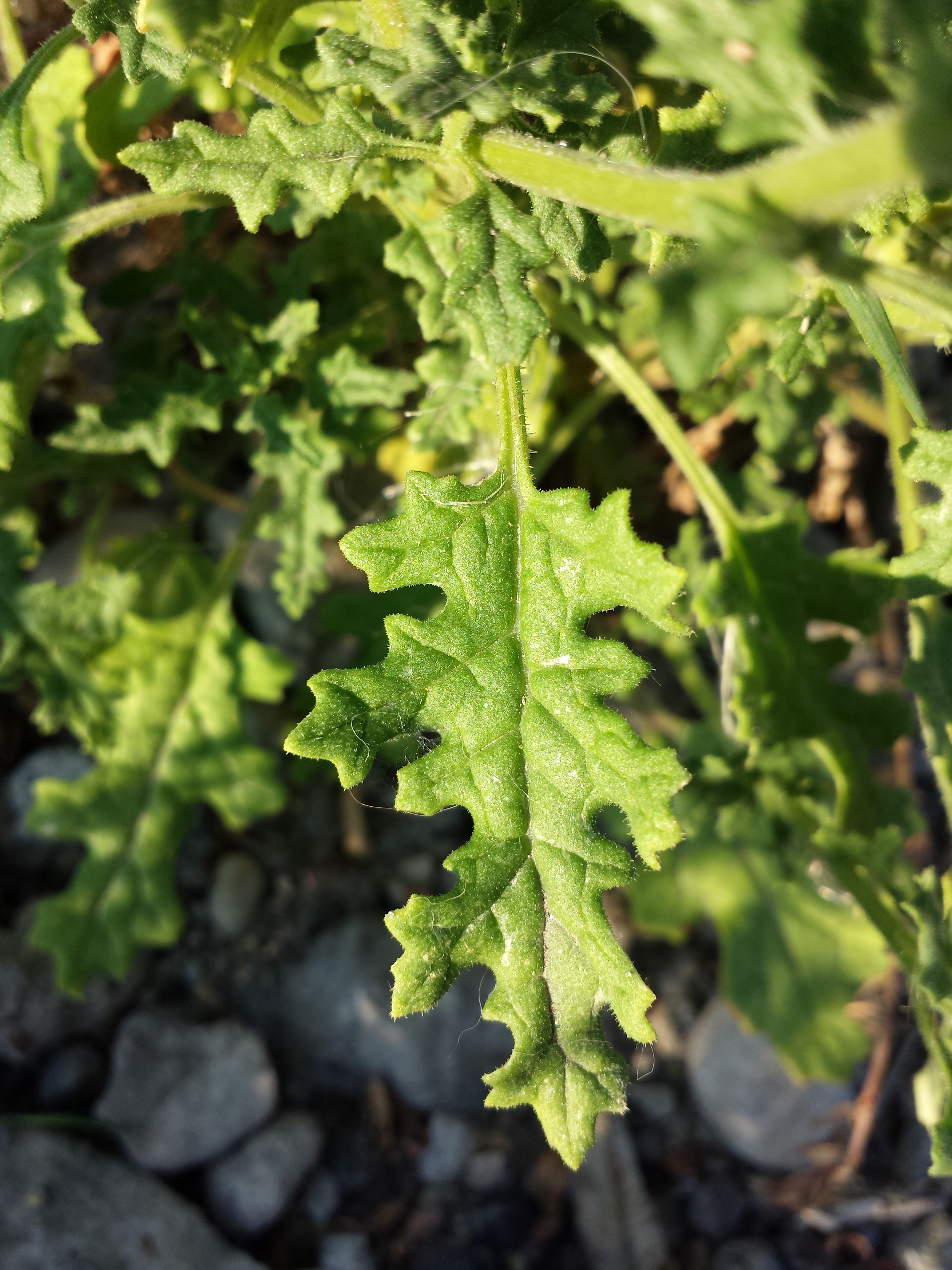
листя
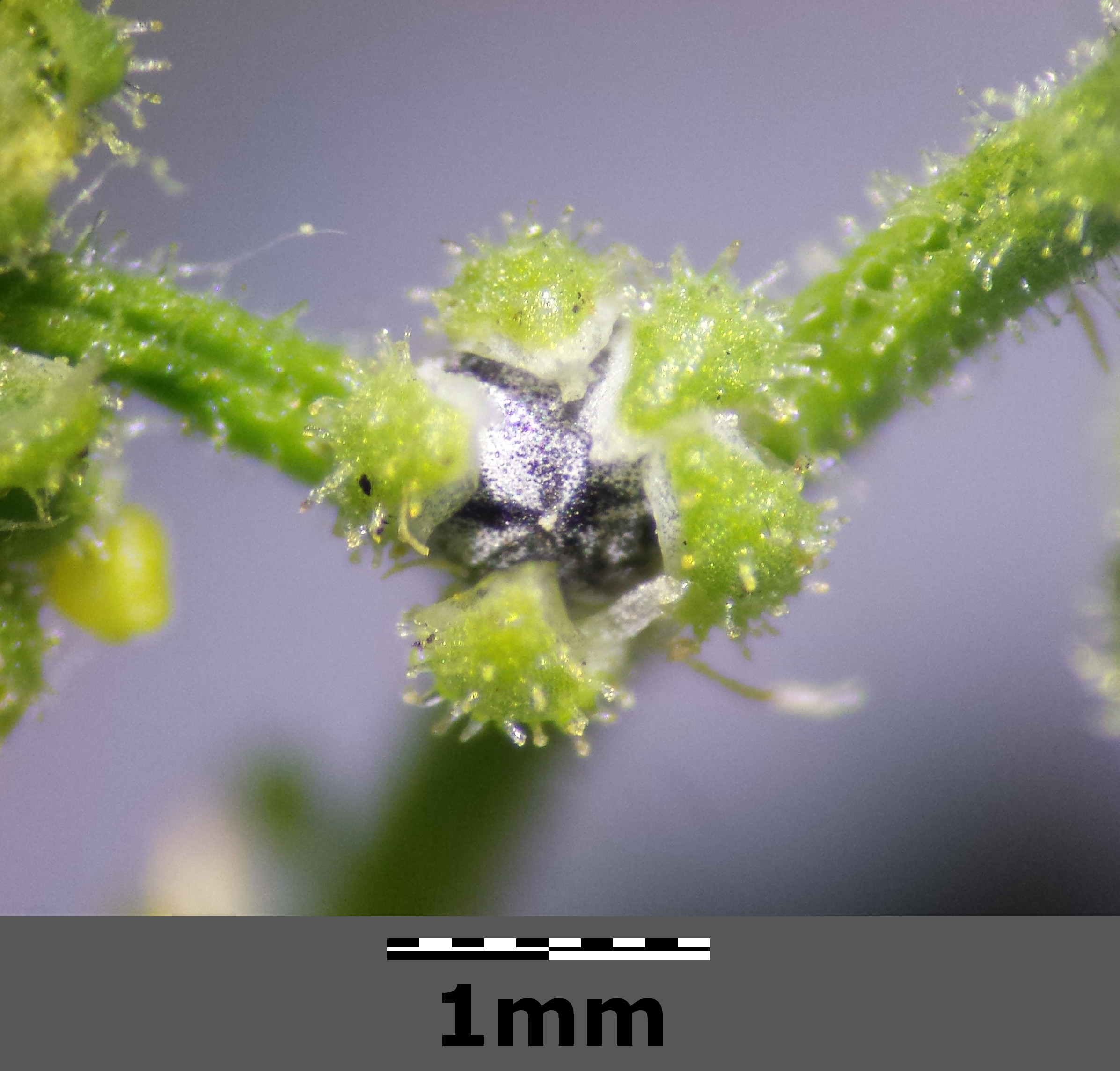
квітка / плід
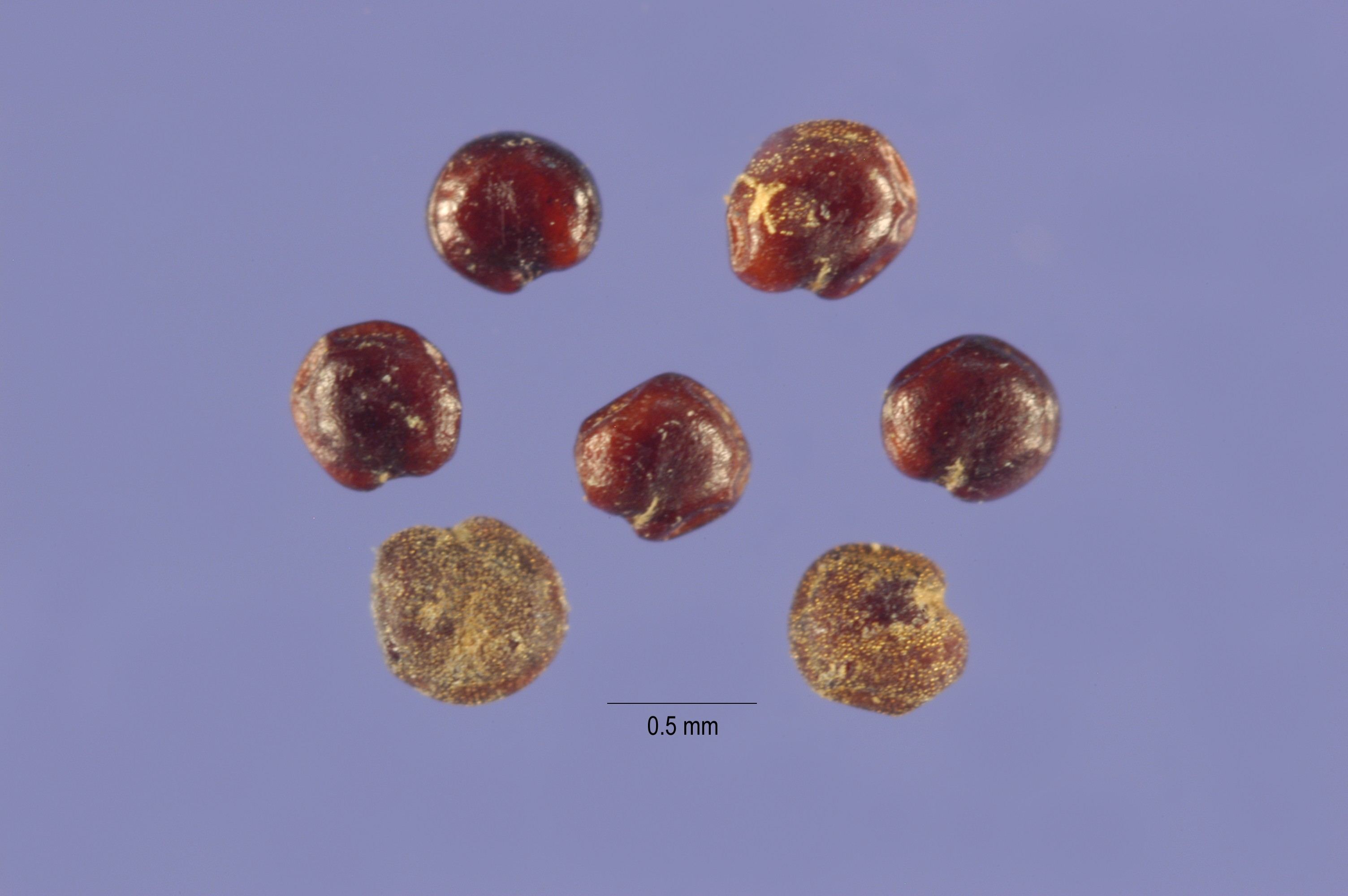
плоди та насіння
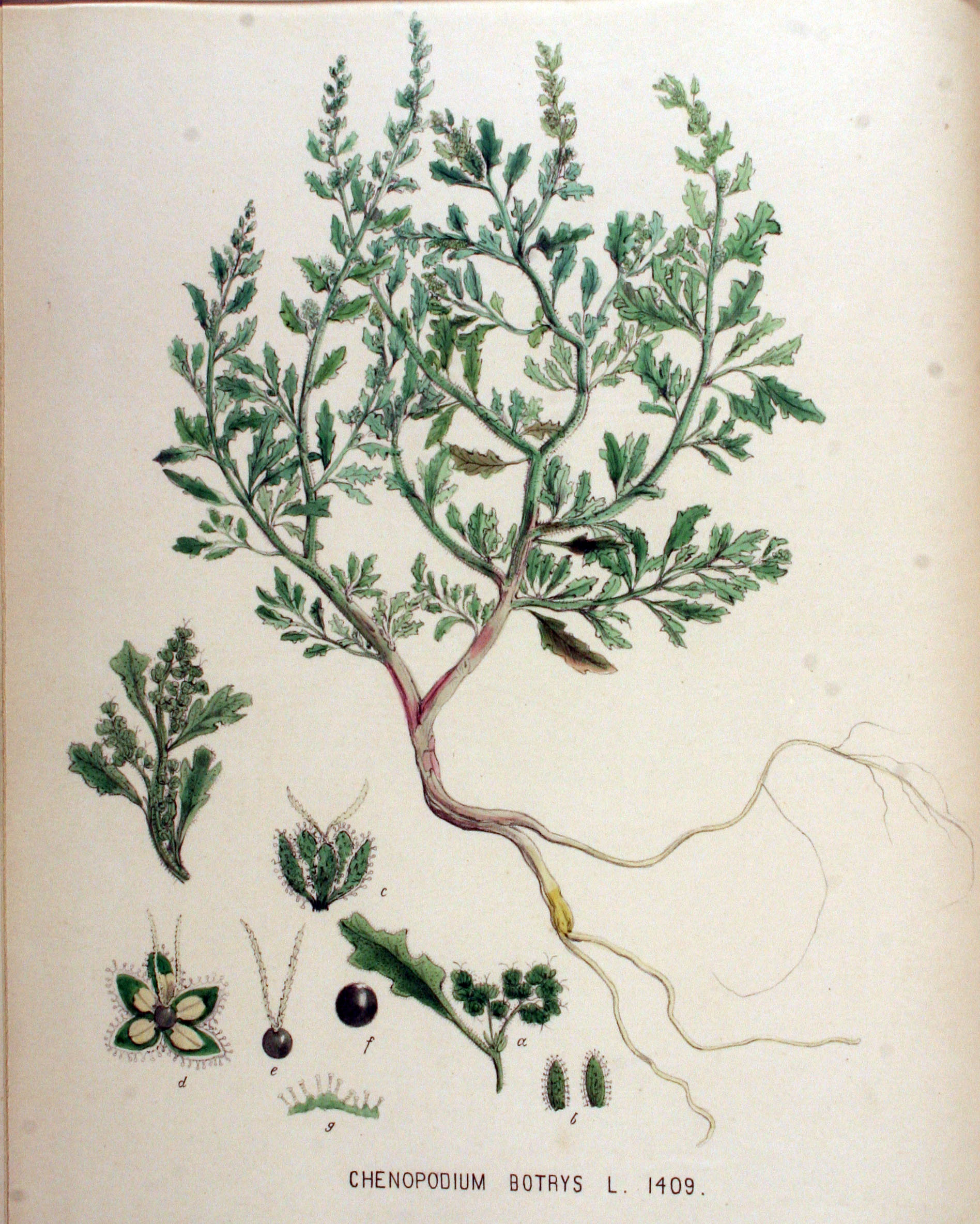
ілюстрація